# 香取神社 (我孫子市緑)
香取神社（かとりじんじゃ）は、千葉県我孫子市の神社。

## 歴史
享保年間（1716年 - 1736年）に創建された。我孫子宿の鎮守であった。しかし1827年（文政10年）の我孫子宿の大火で焼失した。天保年間（1830年 - 1844年）に再建されている。
明治初期、近代社格制度に基づく「村社」に列せられた。1903年（明治36年）に火災に遭い、拝殿が焼失した。ちょうどその頃に神社合祀政策が行われ、1907年（明治40年）に周辺の13社が合祀されるとともに、拝殿が再建された。
現在の社殿は1981年（昭和56年）に鉄筋コンクリート造として新築された。

## 交通アクセス
- 我孫子駅より徒歩6分。